# Karl Agricola

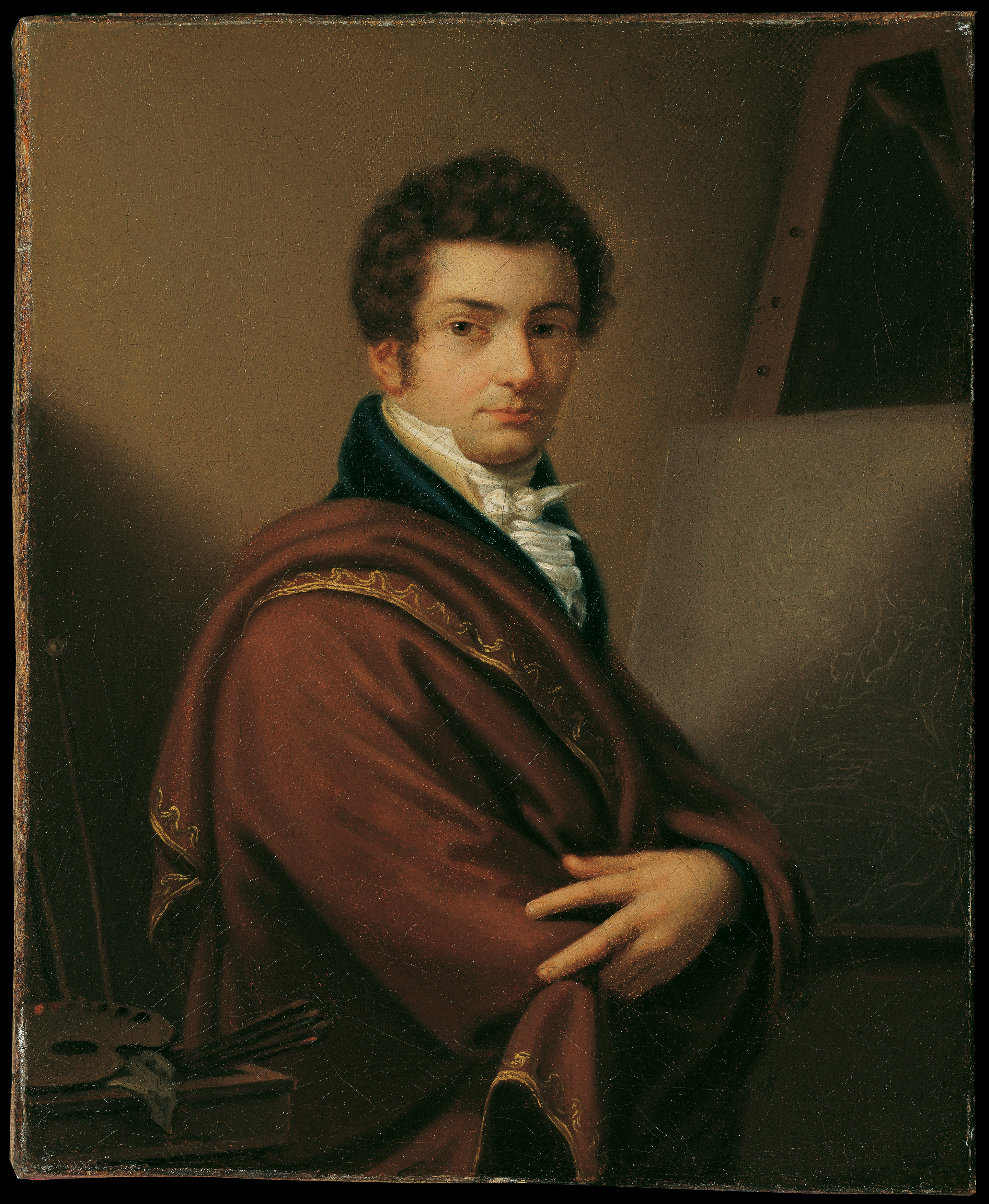
Selbstporträt, um 1810 (Österreichische Galerie Belvedere)

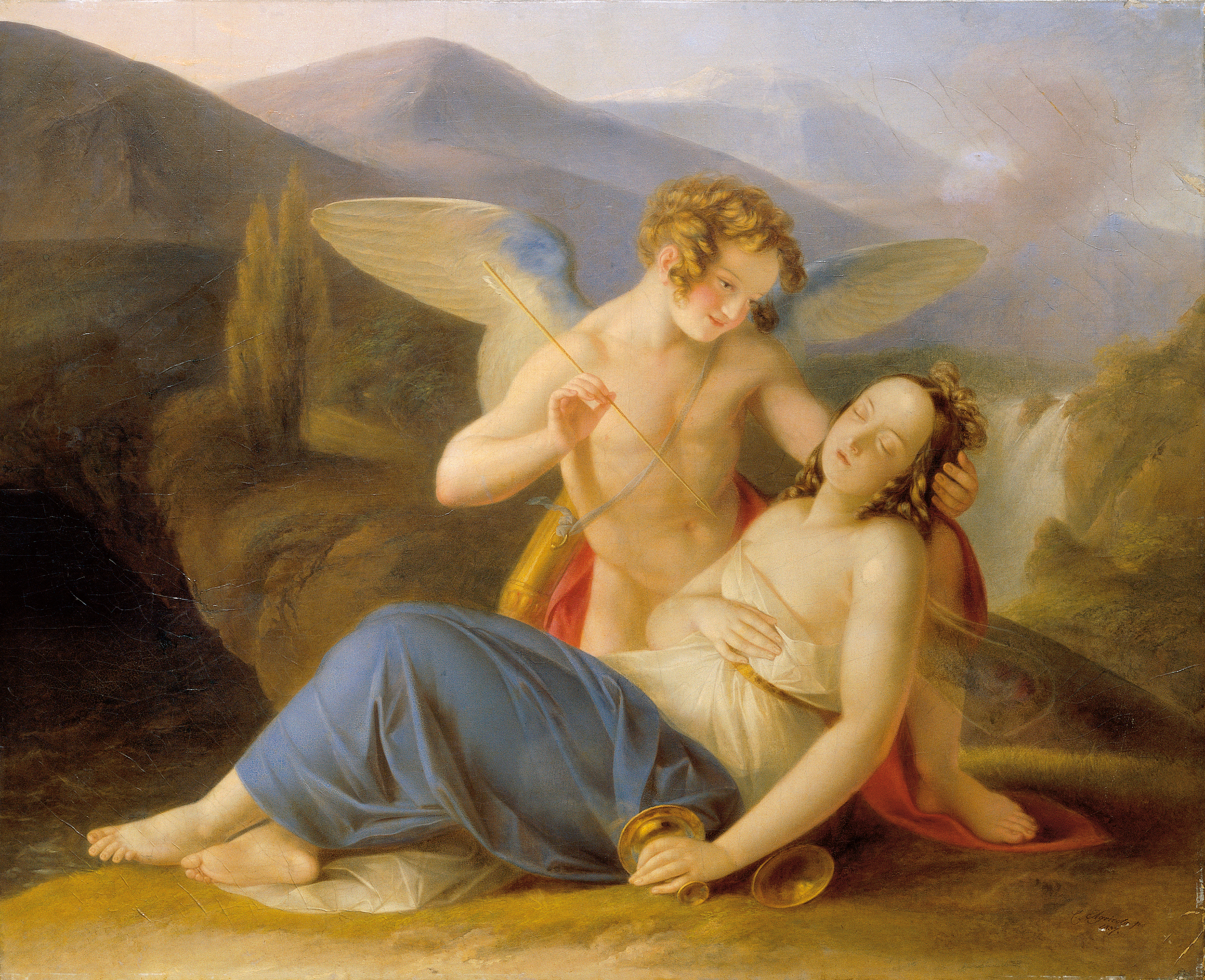
Psyche wird durch Amors Pfeil aus der Ohnmacht erweckt, 1837 (Österreichische Galerie Belvedere)

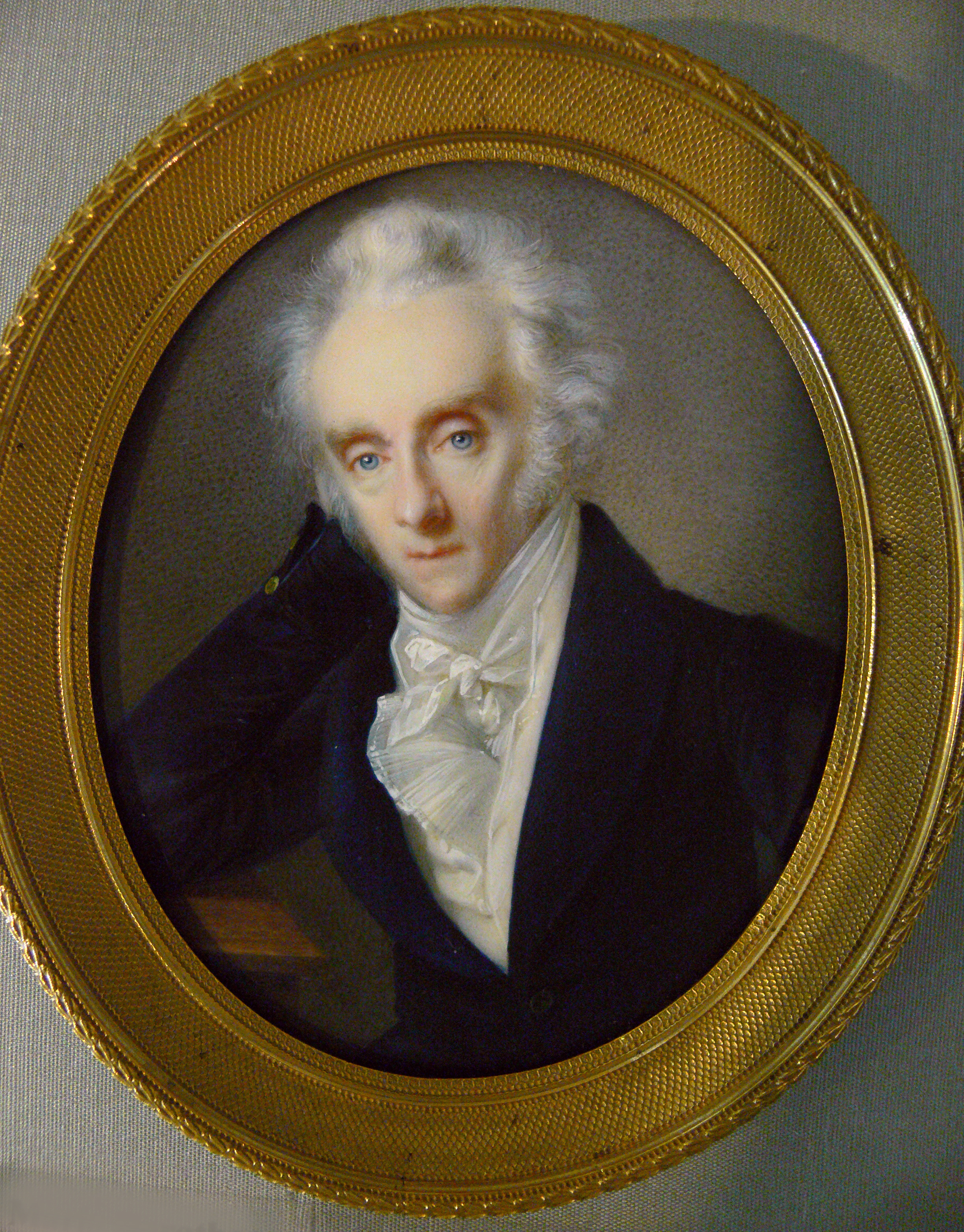
Karl Agricola, Bildnis des Grafen Franz Joseph von Dietrichstein, um 1840

Karl Joseph Aloys Agricola (* 18. Oktober 1779 in Säckingen; † 15. Mai 1852 in Wien) war ein Miniaturmaler und Kupferstecher.

## Leben
Er war Schüler von Friedrich Heinrich Füger, Hubert Maurer und Franz Caspar Sambach.
Nach ersten Studien an der Akademie in Karlsruhe war Agricola seit 1793 Schüler an der Wiener Akademie, ab 1836 deren Mitglied. Er wohnte bis zu seinem Tod 1852 in Wien und war wegen seiner Miniaturen in der Wiener Gesellschaft sehr geschätzt.
Im Jahr 1936 wurde in Wien-Ottakring (16. Bezirk) die Agricolagasse nach ihm benannt. Er wurde auf dem Sankt Marxer Friedhof beigesetzt.

## Werke
- Madonna (Hofmuseum Wien)
- Amor und Psyche (Akademie der bildenden Künste Wien)
- Boreas entführt Oreithya (Akademie der bildenden Künste Wien)